# Померсфелден
Померсфелден (њем. Pommersfelden) општина је у њемачкој савезној држави Баварска. Једно је од 36 општинских средишта округа Бамберг. Према процјени из 2010. у општини је живјело 2.924 становника. Посједује регионалну шифру (AGS) 9471172.

## Географски и демографски подаци
Померсфелден се налази у савезној држави Баварска у округу Бамберг. Општина се налази на надморској висини од 270 метара. Површина општине износи 35,7 km². У самом мјесту је, према процјени из 2010. године, живјело 2.924 становника. Просјечна густина становништва износи 82 становника/km².